# 3662 Дежнев
3662 Дежнев (3662 Dezhnev) — астероїд головного поясу, відкритий 8 вересня 1980 року.
Тіссеранів параметр щодо Юпітера — 3,330.